# خايمي فلوريس كاستانيدا
خايمي فلوريس كاستانيدا هو سياسي مكسيكي، ولد في 30 أبريل 1967 في ولاية شيواوا في المكسيك. نشط حزبياً في الحزب الثوري المؤسساتي. وقد انتخب عضو مجلس النواب المكسيك ‏.